# 콘스탄틴 니카
콘스탄틴 니카(루마니아어: Constantin Nica, 1993년 3월 18일 ~ )는 오른쪽 풀백으로 뛰는 루마니아의 축구 선수이다.

## 수상

### 클럽
디나모 부쿠레슈티
- 쿠파 로므니에이 (1):2011-12
- 수페르쿠파 로므니에이 (1): 2012